# Ievgueni Kobylinski
Ievgueni Stepanovitch Kobylinski (en russe : Евгений Степанович Кобылинский), né en 1875, décédé en 1927, était un militaire russe commandant de la garde spéciale chargée de la surveillance de la famille impériale à Tobolsk.
Colonel, Ievgueni Kobylinski commanda les unités chargées de la surveillance extérieure de la famille impériale de Russie. Très tôt il fut socialiste révolutionnaire, mais il garda envers le tsar Nicolas II un profond respect. Kobylinski fut placé sous le commandement d'Alexandre Kerensky après la Révolution de février.

## Sources
- Henri Troyat, Nicolas II de Russie.